# Jens Michael Schubert
Jens Michael Schubert (* 1969 in Bad Homburg vor der Höhe) ist ein deutscher Jurist und Hochschullehrer.

## Leben
Schubert studierte Rechtswissenschaften an den Universitäten Frankfurt am Main und Lausanne. Seine Promotion mit der Dissertation Die Behandlung kollektivvertraglicher Normenkollisionen nach Verschmelzung und Spaltung von Unternehmen: der Legitimationsgedanke als Kollisionslösung erfolgte 2003 an der Universität Hannover, die Habilitation 2013 mit der Arbeit Wechselbeziehungen zwischen deutschem und europäischem Arbeitsrecht: Reichweite und Grenzen eines dynamischen Verhältnisses an der Universität Oldenburg (Venia Legendi: Bürgerliches Recht, Arbeitsrecht und Europäisches Wirtschaftsrecht).
Von März 2010 bis Juli 2020 war Jens Schubert beim ver.di-Bundesvorstand Leiter der Abteilung Recht und Rechtspolitik.
Schubert ist seit 2011 außerplanmäßiger Professor für Arbeitsrecht und Europäisches Recht an der Leuphana Universität Lüneburg. Er war als Ehrenamtlicher Richter am Bundesarbeitsgericht und Bundessozialgericht tätig.
Für den Bundesverband der Arbeiterwohlfahrt (AWO) war Schubert seit August 2020 als Geschäftsführer tätig. Im Jahr 2021 übernahm er dort die Funktion als Vorstandsvorsitzender. Überraschend beendete Schubert seine Tätigkeit im März 2022 bei der AWO.
Seit Februar 2025 hat er die Universitätsprofessur „Recht der Sozialen Arbeit“ an der BTU Cottbus-Senftenberg inne.
Schubert lebt mit seiner Familie in Potsdam.

## Schriften (Auswahl)
- Die Behandlung kollektivvertraglicher Normenkollisionen nach Verschmelzung und Spaltung von Unternehmen. Der Legitimationsgedanke als Kollisionslösung. Baden-Baden 2003, ISBN 3-8329-0217-1.
- mit Peter Schrader: Das AGG in der Beratungspraxis. Baden-Baden 2009, ISBN 978-3-8329-3583-2.
- mit Evelyn Räder: Flüchtlinge in Arbeit und Ausbildung. Rechtliche Ansprüche und betriebliche Regelungen. Frankfurt am Main 2017, ISBN 3-7663-6586-X.
- Arbeitsvölkerrecht. Berlin 2017, ISBN 3-503-17427-3.